# JoeyStarr
Pour les articles homonymes, voir Joey, Starr et Morville.
JoeyStarr, parfois orthographié Joey Starr (né Didier Morville le 27 octobre 1967 à Saint-Denis), est un rappeur, producteur, acteur et metteur en scène français. Il commence sa carrière musicale en duo avec Kool Shen, sous le nom de groupe Suprême NTM, l'un des piliers du hip-hop français durant les années 1990, devenu inactif en 2001, puis reformé sept ans plus tard en 2008.
Entre 1998 et 2004, Joey et ses disc jockeys du label B.O.S.S. ont leur propre émission de radio sur Skyrock, appelée Sky.B.O.S.S.. En mai 2005, JoeyStarr fonde, avec Leïla Dixmier, le collectif Devoirs de mémoires. Depuis 2008, JoeyStarr se consacre majoritairement au cinéma. Il est notamment nommé deux fois au César pour ses rôles dans les films de son ex-compagne Maïwenn : Le Bal des actrices (2009) et Polisse (2011). Il prête également sa voix dans des films non francophones, comme Ted (2012), réalisé par Seth MacFarlane, et sa suite, Ted 2 (2015) dans lequel il double un ours en peluche vivant.
Il présente sa première mise en scène théâtrale Cette petite musique que personne n'entend au Festival d'Avignon 2023.
En dehors de sa carrière, JoeyStarr est condamné à de multiples reprises pour des faits de violences, notamment sur sa femme.

## Biographie

### Ascendants
Le reportage de France 2 du 13 mai 2025 : Aux origines l'esclavage, révèle que Didier Morville avait, parmi ses ancêtres, Reine-Sophie, esclave (née en 1768) dont la petite-fille, Julia, a été la compagne de Théobald Tascher de la Pagerie, un colon martiniquais de la même famille que Joséphine de Beauharnais. Par ailleurs, son arrière-arrière-petite-cousine Lumina Sophie a été une meneuse emblématique de l’insurrection du sud de la Martinique en 1870, première révolte des esclaves affranchis,.

### Enfance et débuts
Didier Morville est né dans le 10e arrondissement de Paris, de parents martiniquais; sa mère avait des origines chinoises ; sa grand-mère paternelle était une quarteronne blonde. À cinq ans, son père le sépare de force de sa mère. Il ne l'a revue que dix-huit ans plus tard. Durant son enfance avec son père, il est victime de maltraitance sur mineur par celui-ci, autoritaire et incapable d'affection,. Il assiste impuissant à la mort violente de son lapin, tué par son père, qui fait cuire l’animal et force son fils à en manger. De ce père, il a dit plus tard, après la sortie de sa biographie : « Il a des circonstances atténuantes. Aux Antilles, il a dû se battre pour aller à l'école. On lui demandait de ramener de l'argent à la maison, pas des devoirs. Avec moi, pas de dialogue, il avait viré ma mère. »
Il vit avec son père dans un deux-pièces de la cité Allende de Saint-Denis, classée en zone urbaine sensible, et est régulièrement maltraité par celui-ci pendant des années : « T'arriveras à rien, t'es qu'une merde. » Ces paroles influencent énormément Morville.
Entre l'âge de huit et quinze ans, il passe ses vacances dans sa famille aux Antilles, où il s'ennuie le plus clair de son temps.
À douze ans, malgré ses talents pour la rédaction, il décroche scolairement, redouble sa sixième et sa cinquième, et entre au pensionnat privé de Meudon, puis de Joinville, pour une longue durée. Il écoute alors de la musique funk, jazz-rock, mais aussi new wave, comme Kraftwerk dont il achète l'album et danse dans la cité, faute de pouvoir entrer en boîte de nuit.
À sa majorité, en 1985, son père l'expulse du domicile familial[réf. souhaitée].
De 1985 à presque 1987, durant un an et demi, il est sans domicile fixe et, à dix-neuf ans, ayant définitivement quitté le domicile son père , il passe le plus clair de son temps dans les couloirs du métro[réf. souhaitée]. Il fait aussi quelques visites anecdotiques des catacombes[réf. nécessaire]. Il côtoie alors la violence qui y règne et y découvre les drogues dures[réf. nécessaire].
En 1987, il effectue son service militaire en Allemagne, à la garnison de Saint-Wendel, au 1er régiment de cuirassiers dans lequel il passe, selon ses termes, « dix-neuf mois d'enfer » et se retrouve plusieurs fois en cellule disciplinaire à la suite de différends liés à ses relations difficiles avec les représentants de l'autorité. Il en éprouve un surcroit de révolte, qu'il retranscrit dans les paroles de la chanson Quelle gratitude de l'album Authentik.

### Années NTM (1983–2001)
En 1983, à l'âge de seize ans, Didier Morville a fait, par l'intermédiaire de son meilleur copain du moment, la rencontre de Bruno Lopes, qui habite une résidence à côté de la cité, et qui prend par la suite le nom de Kool Shen. Il possède un poste de radio de type radio-cassette dans lequel Didier voit un moyen de s'enregistrer.
En juillet 1983, avec son nouvel ami ,et d'autres, il voit évoluer, sur le parvis du Trocadéro, des breakdanceurs américains, qui font naître en lui sa première vocation : danseur de hip-hop ou smurfeur,. Plus tard, Didier devient graffeur et impose partout dans Paris sa marque : « NTM ». Avant de se consacrer au rap, les deux compères font une rencontre décisive avec Jhonygo, le premier producteur d'un disque maxi-45 tours français de rap, qui leur confie n'accepter que l'« élite » du rap. Dès lors, Didier écrit avec Bruno ses premiers textes, et ils font leurs premiers concerts dans des MJC, où leurs premiers fans sont leur entourage de leur quartier[réf. souhaitée].
En 1988, après plusieurs essais de noms successifs dont « 93 NTM », le groupe NTM, plus tard renommé Suprême NTM, est créé avec Kool Shen. Lors de la sortie du premier album en 1991, Joey ne peut pas encaisser son premier chèque, faute de banque et d'adresse fixe. Après la parution de quatre albums, de nombreux singles, d'albums live et de remixes, plus de 500 concerts et une reconnaissance du public, le groupe se sépare en 1998,. Morville vit cette séparation comme une véritable déchirure. Dix ans plus tard, le 13 mars 2008, il décide avec Lopes de reformer NTM pour une série de concerts à Bercy et une tournée nationale.

### Label B.O.S.S. (1998–2007)

Logo du label B.O.S.S.

En parallèle à sa carrière musicale, Morville fonde sa marque de streetwear Com8 vendue aux Halles et se consacre à son label créé en 1998 : B.O.S.S., acronyme de Boss Of Scandalz Strategyz, avec DJ Spank, DJ Naughty J, DJ James et Terror Seb (un surnom donné à son manager). Son partenaire de groupe, Bruno Lopes, fonde son propre label, IV My People, qu'il vendra en 2008,. Dès lors, les deux rappeurs ne se parlent plus. Une poignée de main serrée sans un mot scellera la fin de l'amitié, lors de l'enterrement de Lady V, l'ancienne compagne de Kool Shen. Avec cette boîte de production, il sort dans les années 1999, 2000 et 2004, des EP et trois compilations, qui regroupent une quinzaine de rappeurs au sein de son label, comme Lord Kossity et Sniper, qui quitteront assez rapidement le groupe pour voler de leurs propres ailes. Un disque DVD sort également : Who's The B.O.S.S., qui suit en vidéo les pérégrinations du collectif en tournée et en studio,.
Morville, avec le concours de DJ Spank, produit par ailleurs, en 2006, d'autres artistes comme l'album d'Iron Sy (Irony), ainsi que le single de Nathy (Jump Up), et un album de D.Dy. Finalement, en 2007 le label se restreint après le départ de Naja et de la Vip-R. DJ Spank le quitte alors à son tour pour animer, en direct de New York, l'émission Radio FBI Show, qui passe sur la radio Skyrock. Pour entériner la fin du label, le groupe allemand Hugo Boss fait interdire l'utilisation de la marque,.

### Émissions sur Skyrock (1998–2004)
Durant cinq saisons, de 1998 à 2004, Joey et ses disc jockeys du label B.O.S.S. ont leur propre émission de radio sur Skyrock, intitulée Sky.B.O.S.S., à l'antenne deux fois par semaine les trois premières années (le jeudi à minuit et le samedi à vingt heures), puis une fois par semaine la dernière année. Chaque émission commençait par la phrase choc « Jeudi, jour de sodomie » ou « Samedi, mets ta femme à l'abri ». Dès la première émission, les responsables de Skyrock sont emballés et offrent l'antenne libre jusqu'à six heures du matin. L'émission offrira à cette radio ses plus belles audiences depuis sa création[réf. souhaitée].
Sky.B.O.S.S. permettait d'entendre des titres venus tout droit des États-Unis et de la Jamaïque, mais également de découvrir de jeunes rappeurs français non médiatisés qui venaient présenter leurs albums, en posant des freestyles : Joey recevait de nombreuses mixtapes qu'il triait sur le volet. Condition voulue par Joey, l'antenne était tenue plusieurs heures par nuit depuis la cave de sa maison de banlieue, un pavillon de Saint-Ouen en Seine-Saint-Denis. De nombreux rappeurs venus de toute la France s'invitaient chez lui, voire débordaient dans la rue d'à côté quand il n'y avait plus de place, témoignant du succès de l'émission[réf. souhaitée].

### Débuts en solo (2005–2007)

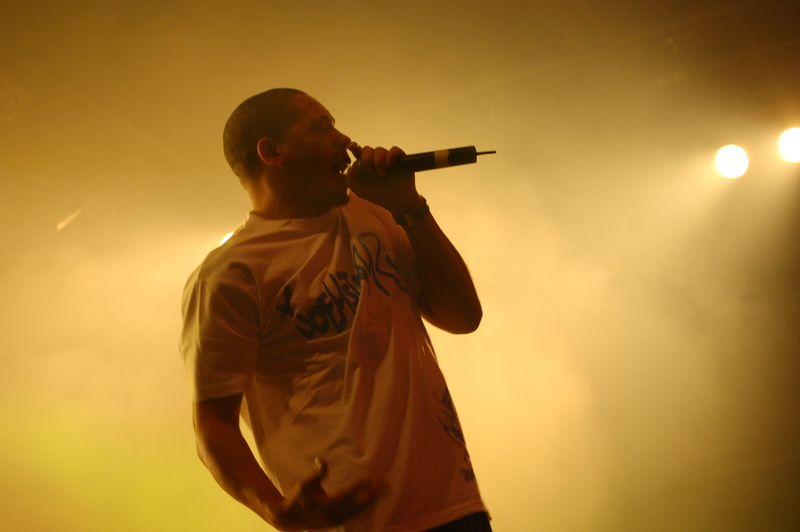
JoeyStarr, au festival d'Art Rock de 2007, à Saint-Brieuc.

En 2006, Joey réunit sur une compilation, My Playlist: By JoeyStarr, publiée chez Wagram Music, dix-huit titres parmi ses préférés : des Beastie Boys au funk, de KRS-One à la soul en passant par IAM. Il coécrit par ailleurs, avec Philippe Manœuvre une biographie, publiée en mai 2006 : Mauvaise réputation. Pour lui, l'écrivain Antonin Artaud était un génie caustique, illuminé, inventif, dont il admire les écrits de Van Gogh, le suicidé de la société, au point de se réapproprier une édition originale. Le 16 octobre 2006, JoeyStarr sort son premier album solo intitulé Gare au Jaguarr au label Jive, et pour la promotion joue avec David Gitlis et John Gitlis, du groupe Enhancer, qui ont participé au titre J'arrive sous leur entité de compositeur Le son des Anges. En plus de titres originaux, il y reprend à sa façon Gare au gorille de Georges Brassens (chanson qui sera retirée après l'interdiction de vente de l'album dans sa première édition en raison du détournement de la chanson, enregistrée sans accord ni autorisation, le seul cas d'intervention des ayants droit de Brassens qui sont très libéraux), ainsi que la chanson Le Métèque de Georges Moustaki. Le premier single s'intitule Pose ton gun II, dont le clip montre une partie de Chat perché avec la police. Le deuxième single s'intitule Métèque, reprenant une partie du refrain de la chanson éponyme de Moustaki ; le clip met en scène JoeyStarr qui adopte un jeu de scène « de style Jacques Brel ». La chanson Sarkozy, où le rappeur s'adresse au futur président de la République Nicolas Sarkozy, avec le leitmotiv : « Tiens ta femme et tu tiendras la France », ne figure pas sur l'album, mais circule librement sur Internet.
JoeyStarr fait alors une tournée en France, pour finir les 17 et 18 février 2007 à l'Olympia de Paris. Le Jaguarr s'accompagne d'artistes pour quelques duos sur son disque, comme Dadoo (qui produit aussi plus de la moitié de l'album), Fat Cap et Nathy. Finalement, à cause de sa reprise de Gare au gorille, il est accusé de plagiat par la détentrice des droits du titre. Son album est alors retiré des ventes deux semaines après sa sortie ; une nouvelle édition est donc élaborée et mise sur le marché. Depuis 2006, il abandonne également son bridge de dents en or, ce qui adoucit son image et sa perception de la part du grand public. Le 15 décembre 2006, Starr participe à la sixième saison de Nouvelle Star.

### Reformation de Suprême NTM et cinéma (2008–2014)

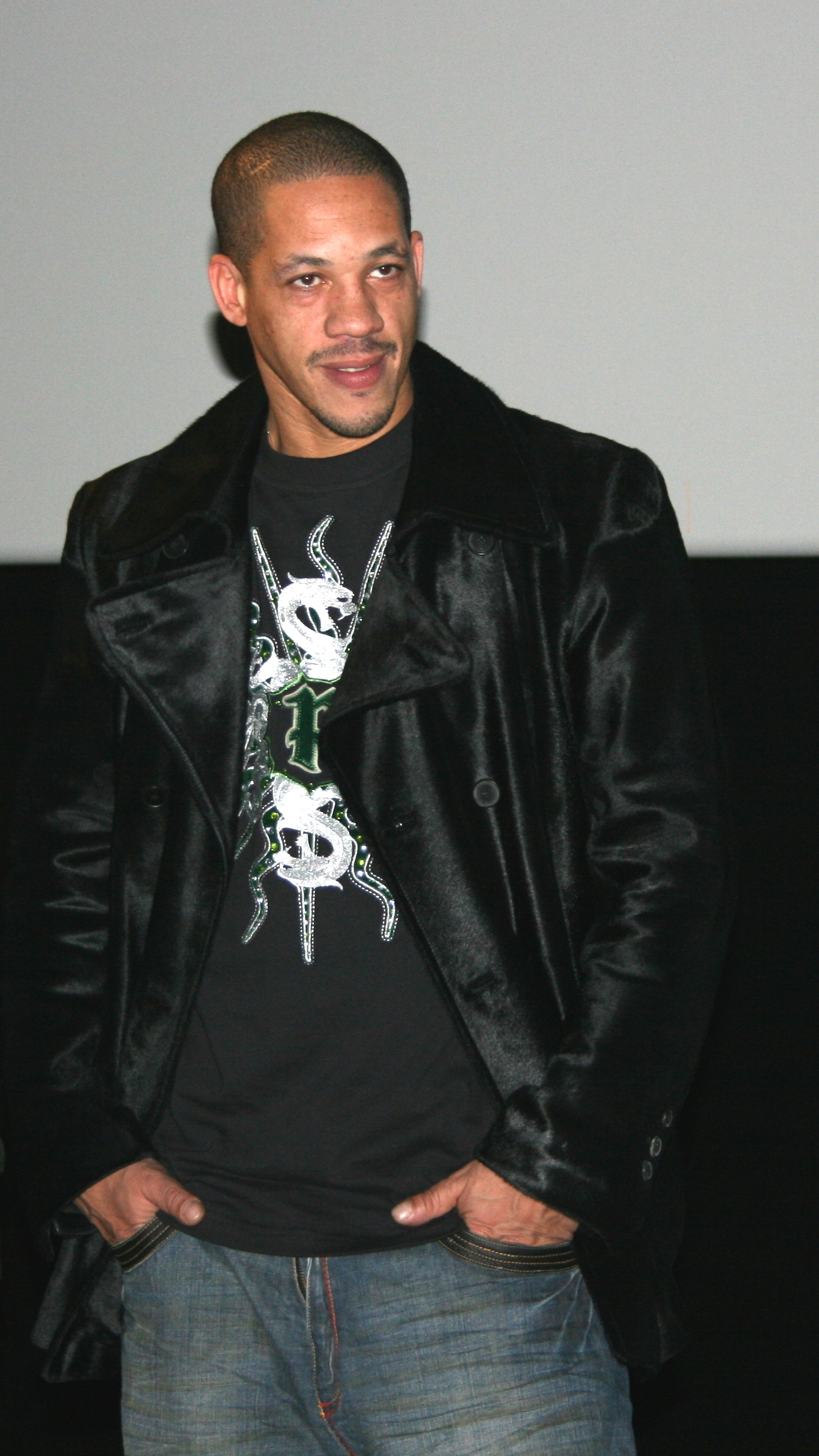
JoeyStarr à l'avant-première de Passe-passe, diffusé à l'UGC Ciné Cité Les Halles, à Paris, le 15 avril 2008.

Le 13 mars 2008, JoeyStarr annonce, avec Bruno Lopes, la reformation du groupe Suprême NTM pour une série de concerts à Bercy. Devant le succès des premières réservations — les 75 000 places des cinq soirées à Bercy du 18 au 22 septembre 2008 se sont vendues en quelques heures, les trois premières dates affichent complet — une tournée nationale est montée avec des concerts en Belgique et Suisse.
Le 23 juin 2008, simple « tour de chauffe » avant Bercy, un concert privé est organisé à l'Olympia. Finalement, la tournée nationale est un succès et remporte même une nomination aux Victoires de la musique 2009, dans la catégorie « meilleur spectacle musical ».
Dès 2008, Morville est choisi au casting de la série télévisée Mafiosa, puis apparaît dans de petits rôles de divers films incluant Passe-passe, La Personne aux deux personnes ; puis en 2009 dans Le Bal des actrices, qui lui vaut sa première nomination au César du meilleur acteur dans un second rôle,.
En 2010, il est à l'affiche de L'Immortel de Richard Berry, puis enchaîne avec succès dans Polisse, qui lui apporte à nouveau une nomination au César du meilleur acteur dans un second rôle en 2012,. En parallèle, il sort un 2e album solo en octobre 2011, intitulé Egomaniac, où il collabore notamment avec Nicoletta. Le 11 juin 2012, Joey Starr reçoit le prix Patrick-Dewaere pour sa prestation dans le film Polisse.
L'acteur enchaîne avec Les Seigneurs (2012), une comédie qui réunit plusieurs poids lourds de l'humour français, frappe à nouveau là où on ne l'attend pas en prêtant sa voix à l'ours en peluche dans la version française du lucratif Ted, pour ensuite enquêter aux côtés de Gérard Depardieu dans le thriller La Marque des anges Miserere (2012).
Joey Starr change de registre avec le drame romantique Une autre vie (2013) d'Emmanuel Mouret. Suivant, le thriller policier Colt 45 qui est finalement sorti avec beaucoup de retard qui compte parmi les plus gros flops de 2014.

### Apparitions diverses et gastronomie (depuis 2015)
En 2015, il intègre avec Mia Frye le jury de l'émission Talent Street sur France Ô et forme le duo Caribbean Dandee avec Nathy : ils sortent leur album Joeystarr et Nathy présentent Caribbean Dandee chez naïve. Cette même année, entouré d'un conseiller en image et d'une publicitaire, il intègre aussi le jury de l'émission Nouvelle Star et tourne aux côtés de Julie Gayet dans la série Dix pour cent. Dans cette même émission, Didier Morville a été impliqué (avec les autres membres du jury de la Nouvelle star) dans des moqueries à la limite du racisme envers un candidat asiatique.
En mai 2017, une réunion avec Kool Shen est annoncée pour les trente ans de Suprême NTM pour 2018. Les ultimes concerts ont eu lieu les 22 et 23 novembre 2019 au Palais omnisports de Paris-Bercy.
En 2019, NTM annonce sa fin, ce que Joey Starr démentira par la suite arguant que c'était « du marketing ».
Privilégiant la comédie dans le cinéma, il apparaît dans Ibiza, Tout simplement noir, Cette musique ne joue pour personne et Les Gagnants.
En novembre 2021, il fait paraître son propre magazine sur l'univers de la cuisine, intitulé Five Starr. Le 20 mars 2023, Joey Starr élabore le menu du restaurant Bleu Coupole du Printemps Haussmann, à Paris, menu disponible jusqu'au 15 juin 2023.

## Vie privée
Entre 1994 et 1999, Didier Morville a eu une longue relation avec une jeune femme. Cette relation violente a été qualifiée par l'avocat de la jeune femme « d'enfermement hystérique, de comportements sado-maso ». Cela conduira à un procès tumultueux avec une accusation de coups et blessures volontaires sur son ex-compagne, appuyée par plusieurs certificats médicaux, et qui se terminera par une tentative de suicide de la part des deux parties. Une expertise psychiatrique ne décèlera aucune pathologie mentale chez le chanteur qui, selon le psychiatre, « trouve via la musique un moyen de se dégager de la violence qu'il porte en lui ».
Il entretient par la suite une liaison avec l'actrice Béatrice Dalle pendant une dizaine d'années. Ils ont fait, ensemble ou séparément, quelques apparitions remarquées dans l'émission de Thierry Ardisson, Tout le monde en parle[réf. souhaitée], puis dans l’émission 60 jours 60 nuits. Après leur séparation, Béatrice Dalle épouse en 2005 un homme détenu en prison. D'elle, JoeyStarr déclare : « Cela a été un honneur de la rencontrer. Ensemble, on a fait les quatre cents coups ».
Didier Morville a deux fils, fruits de son union avec Leïla Dixmier dite Sy : Matisse (né le 7 septembre 2005), et Khalil (né le 15 août 2007). De sa paternité, le chanteur déclare dans sa biographie : « Mon fils m'a conscientisé et responsabilisé […] L'anarchie ne m'intéresse pas du tout, et pourtant je reste un électron libre. Je n'aime pas les règles, mais je suis obligé de faire avec ». Le couple se sépare en 2008. Son fils Matisse est gardien de but dans l'équipe de jeunes de l'AJ Auxerre depuis 2019, puis du stade de Reims U19 à partir de 2023.
Il devient ensuite le compagnon de l'actrice et réalisatrice Maïwenn ; ils se séparent après le tournage du film Polisse.
En 2012, lorsqu'il reçoit le Prix Patrick-Dewaere, il est accompagné de son amie, l'actrice Karole Rocher, rencontrée sur le tournage de Polisse. En janvier 2015, il devient père d'un troisième fils, Marcello. En 2018, il est en couple avec Karine Le Marchand. Le 15 juin 2018, elle annonce leur rupture sur Instagram,.
En octobre 2022, il annonce ses fiançailles avec la chanteuse Jade Kohler.
En juillet 2024, le journal Le Parisien révèle qu'il est visé par une plainte déposée par la mère de son fils cadet qui le soupçonne de violences commises sur leur fils. L'enquête est confiée à la brigade de protection des mineurs. Didier Morville nie les faits qui lui sont reprochés,.

## Engagements
En mai 2005, JoeyStarr fonde, avec Leïla Dixmier, le collectif Devoirs de mémoires. Leïla Dixmier préside l'association, et devient sa compagne. Ils auront deux enfants avant leur séparation, à la suite de violences conjugales. Avec le collectif, Joey participe, aux côtés de Jamel Debbouze et Jean-Pierre Bacri, à une campagne visant à inciter les jeunes des cités à s'inscrire sur les listes électorales, durant la journée du 20 décembre 2005. Il précise, lors d'une émission sur BeTV, qu'il y allait pour inciter les jeunes à voter.
Soutien du Nouveau Parti anticapitaliste, JoeyStarr est ami avec Olivier Besancenot. Le 31 mai 2007, il soutient avec le porte-parole de la Ligue communiste révolutionnaire seize familles de sans-logis, qui campent à Poissy pour réclamer la réquisition de logements inoccupés. Il a estimé que cette visite « faisait partie de son rôle de citoyen. Quand on ne se préoccupe pas des autres, ça finit toujours par nous retomber dessus. Je suis là pour apporter mon soutien à des gens que l’on traite comme des délinquants », a-t-il expliqué à l’Agence France-Presse.
En novembre 2021, il annonce sur TikTok qu'il ne compte pas voter à l'élection présidentielle française de 2022.

## Affaires et condamnations judiciaires
JoeyStarr (Didier Morville) a connu plusieurs démêlés judiciaires pour violences ou incitations à la violence,.
- En novembre 1996, Kool Shen et JoeyStarr sont condamnés par le tribunal correctionnel de Toulon à six mois de prison, dont trois mois avec sursis, avec interdiction « d'exercer la profession de chanteur de variétés » pendant six mois[81], pour « propos outrageants » envers les forces de l'ordre, lors du concert de La Seyne-sur-Mer le 14 juillet 1995. NTM fait appel et, le 12 mai 1997, la cour d'appel d'Aix-en-Provence allège le jugement du tribunal de Toulon et condamne les deux musiciens à 50 000 francs d'amende et deux mois d'emprisonnement avec sursis[82].
- Le 24 février 1999, Joey Starr est condamné à deux mois de prison ferme et une amende pour l’agression d'une hôtesse de l’air, à Montpellier[83]. L'incident se déroule en 1998 et vaut à la victime douze jours d'incapacité de travail pour un traumatisme crâno-facial et une fracture nasale[84]. En janvier 2014, l'hôtesse de l'air se plaint de n'avoir touché que 15 000 euros et indique avoir déposé une nouvelle plainte en 2008 contre  JoeyStarr pour organisation frauduleuse d'insolvabilité[84],[85],[86].
- Le 16 juin 1999, il est condamné à six mois de prison ferme pour coups et blessures volontaires sur son ex-compagne, à Bobigny[87].
- En février 2000, il est condamné à verser une amende de 6 500 francs pour la détention d'un chien pitbull non stérilisé, Storm, qui avait tenté de dévorer le chien d'une passante à Saint-Ouen[88].
- En mai 2000, il est condamné à verser une amende de 12 000 francs pour avoir agressé un passant le 4 juin 1998[88].
- En février 2001, il est arrêté dans le cadre d'une affaire de trafic de cocaïne : lors de l'intervention, les policiers découvrent à son domicile de la cocaïne, du haschich et un pistolet automatique de calibre 6,35 mm. Le lendemain, JoeyStarr est condamné à un mois de prison ferme et est immédiatement incarcéré pour détention prohibée d'arme de première catégorie et à payer une amende de 100 000 francs (15 000 euros), par le tribunal correctionnel de Bobigny[89].
- Il est aussi condamné la même année en juin à 2 000 euros d'amende pour « transport, détention, cession, offre, acquisition de stupéfiants »[90].
- En 2002, il frappe violemment un singe devant des caméras, ce qui lui fait risquer une amende pour mauvais traitements envers un animal[91]. Il est reconnu coupable la même année pour mauvais traitement et est condamné à payer 750 euros.
- Il est de plus condamné à payer une amende de 9 000 euros pour détention d'un animal protégé[92].
- En 2003, il est condamné à quatre mois de prison dont un ferme pour avoir frappé et craché sur des gendarmes mobiles. Ceux-ci essayaient alors de s'interposer dans une bagarre qui l'opposait à son ancien garde du corps[87].
- En février 2009, il est condamné à trois mois de prison ferme et 2 000 euros d’amende pour violences conjugales, à la suite d'une main courante déposée par son ex-compagne le 23 août 2008. Il est gardé à vue et placé sous contrôle judiciaire à cette occasion[93].
- Le 12 juin 2009, il écope d'une peine de deux ans de prison dont six mois ferme pour des violences volontaires à coups de hachoir (feuille de boucher) portées sur une voiture lors d'une bagarre à Paris. Il est immédiatement placé sous mandat de dépôt[94]. En 2009, JoeyStarr est condamné au civil pour ces faits à verser 60 000 euros de dommage et intérêts.
- Le 20 avril 2013, il est arrêté en Belgique, dans le quartier du Carré à Liège, pour rébellion envers des policiers[95],[96]. Selon la presse du 29 avril 2013, il s'est infligé lui-même des blessures afin d'en accuser les policiers, comme le montrera l'enregistrement des caméras de surveillance du poste de police[97]. Il est condamné à 300 euros d'amende et quinze jours de prison avec sursis en 2015 pour des « faits de rébellion et outrage envers des policiers », ayant refusé de respecter l'ordre des policiers et ayant été agressif envers eux[98].
- Le 22 février 2014, il est débarqué à Nice d'un appareil de la compagnie aérienne Air France qui s'apprêtait à décoller pour Paris, à cause de son état d'ébriété. Le commandant de bord interrompt la procédure de roulage et fait appel aux services de la police des frontières pour placer Morville en cellule de dégrisement, avant sa remise en liberté le soir même. La compagnie Air France porte plainte pour « comportement inacceptable sous l'emprise de l'alcool »[99],[100]
- Le 10 juillet 2024, la mère de son troisième fils porte plainte et l'accuse d'avoir porté des coups sur son troisième et dernier fils de 9 ans au moment des faits. La brigade de protection des mineurs ouvre une enquête pour « violences volontaires par ascendant sur mineur de moins de 15 ans. »[101],[102]

## Filmographie

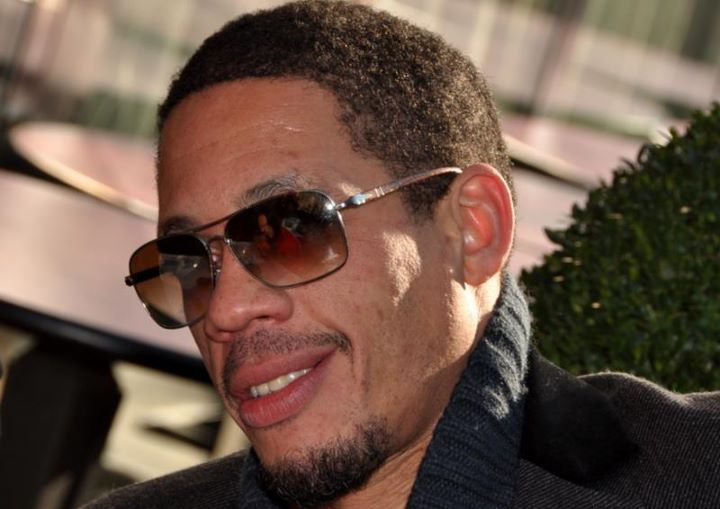
JoeyStarr au déjeuner des nommés des César du cinéma (2012).

### Cinéma
- 2000 : La Tour Montparnasse infernale de Charles Nemes : Joël
- 2000 : Old School de Kader Ayd et Karim Abbou : Isaac
- 2004 : Nos amis les flics de Bob Swaim : un policier
- 2004 : RRRrrrr!!! d'Alain Chabat : l'essayeur de gourdins
- 2008 : Passe-passe de Tonie Marshall : Max
- 2008 : La Personne aux deux personnes de Nicolas et Bruno : lui-même
- 2009 : Le Bal des actrices de Maïwenn : lui-même
- 2010 : L'Immortel de Richard Berry : le Pistachier
- 2011 : Polisse de Maïwenn : Fred
- 2011 : Nuit blanche de Frédéric Jardin : Feydek
- 2012 : L'amour dure trois ans de Frédéric Beigbeder : Jean-Georges
- 2012 : Les Seigneurs d'Olivier Dahan : Shaheef Berda
- 2012 : Do Not Disturb d'Yvan Attal : Homme en prison
- 2013 : Max de Stéphanie Murat : Toni
- 2013 : La Marque des anges de Sylvain White : Frank
- 2013 : Une autre vie d'Emmanuel Mouret : Jean
- 2014 : Colt 45 de Fabrice Du Welz : Milo Cardena
- 2015 : Les Gorilles de Tristan Aurouet : Alfonso
- 2017 : Alibi.com de Philippe Lacheau : MC Stocma
- 2018 : Ma reum de Frédéric Quiring : moniteur William
- 2018 : Christ(off) de Pierre Dudan : Mec
- 2019 : Ibiza d'Arnaud Lemort : Frankie
- 2020 : Tout simplement noir de Jean-Pascal Zadi : Lui-même
- 2021 : Cette musique ne joue pour personne de Samuel Benchetrit : Jesus
- 2022 : Les Gagnants de Laurent Junca et Azedine Bendjilali : Tom Leroy
- 2024 : Jour de colère de Jean-Luc Herbulot : Frank
- 2024 : Les Effaceurs, court métrage de Frédérick Vin[103]

### Télévision

#### Séries télévisées
- 1990 : Le Lyonnais, épisode Taggers de Cyril Collard : Jam
- 2001 : Toc toc toc (mini série) : lui-même
- 2001 : La Cape et l'épée, épisode 24 La Mise à mort : Nicolas Tamère de Saint-Denis
- 2002 : H, saison 4, épisode 11 Une histoire de purgatoire : Lucifer
- 2003 : 60 jours 60 nuits de Juliette Baudouin : lui-même
- 2008-2010 : Mafiosa d'Hugues Pagan, saisons 2 et 3 : Moktar
- 2013 : Golden Moustache, épisode Le Poker : Lui-même
- 2015-2018 : Dix pour cent, saison 1, épisode 5 Julie et Joey / saison 3, épisode 6 ASK : Lui-même
- 2017 : 30 Seconds in Paris (mini-série) de Benjamin Charles, épisode 4 : Lui-même
- 2018 : Munch, épisodes Destins croisés : Vincent Lainé
- 2019 : Capitaine Marleau de Josée Dayan, épisode Grand Huit : Antoine Pavilla
- 2019 : Vol 69, épisode 2 Paris-Fort-de-France : Lui-même
- 2021 : Gloria (mini-série) de Julien Colonna : Stan Baldini
- 2021 - ... : Le Remplaçant de Nicolas Guicheteau : Nicolas Valeyra
- 2023 : Un gars, une fille (au pluriel) : Un gars
- 2024 : Machine de Fred Grivois : JP

#### Téléfilms
- 2016 : La Main du mal de Pierre Aknine (deux parties) : Luc Follet
- 2022 : Tous Inconnus de Nicolas Hourès : Lui-même

- 2022 : 1H30 Max de Léo Grandperret : Lui-même
- 2022 : Diane de Poitiers de Josée Dayan (deux parties) : comte de Kervannes

## Émissions de télévision
- 2013 : Le Débarquement, émission à sketchs diffusée sur Canal+
- 2015 : Talent Street: membre du jury (France Ô)
- 2016 : Nouvelle Star : membre du jury (D8)
- 2018 : La Route de la Soif, série documentaire : lui-même (Vice France)
- 2021 : Le Grand Restaurant : Réouverture après travaux de Romuald Boulanger (M6)

## Doublage

### Films
- Seth MacFarlane dans : 
  - Ted (2012) : Ted[104] (voix)
  - Ted 2 (2015) : Ted (voix)
- 1991 : New Jack City : Scotty Appleton (Ice-T)
- 1998 : Belly : Tommy « Buns » Bundy (DMX)

### Jeux vidéo
- 2016 : Titanfall 2 : Kuben Blisk[105]

## Documentaires
- 2000 : Authentiques, Un an avec le Suprême d'Alain Chabat et Sear
- 2003 : Rapattack (ASIN B000087FWB)
- 2003 : Who's the Boss: Boss of Scandalz Strategyz de Karole Rocher et Cédric Jimenez (ASIN B000094YTJ)
- 2017 : I Am Not Your Negro de Raoul Peck : narrateur[106]

### Concerts enregistrés
- 2000 : NTM Live, concerts enregistrés au Zénith de Paris les 24 et 25 novembre 1998 et NTM Live Bercy 2008

### Compositeur
- 2000 : Old School de Kader Ayd et Karim Abbou : compositeur de la bande originale du film
- 2001 : Yamakasi d'Ariel Zeitoun : compositeur de la bande originale du film
- 2002 : Le Boulet de Alain Berberian et Frédéric Forestier, uniquement compositeur du générique de fin
- 2002 : Féroce de Gilles de Maistre : composition de la bande-originale avec DJ Spank
- 2008 : Le Bal des actrices de Maïwenn : compositeur

## Discographie

### Avec Nathy
- 2015 : Caribbean Dandee

1. Intro
2. How Long
3. L'Arène
4. Dans Mon Secteur II
5. Pourquoi Tu T'Énerves
6. Murda
7. Rebelles Conformistes
8. Paris Par Nuit
9. Sun Is Shinning
10. Décollage
11. 31 Secondes
12. Tais-Toi
13. Ici J'Ai
14. Tais-Toi (version 2)
15. Pourquoi Tu T'Énerves (Still Nas Of Rise N Shine Remix)

Les deux derniers titres sont présents sur une édition exclusive de la FNAC.

### Avec Suprême NTM
- 1991 : Authentik
- 1993 : 1993... J'appuie sur la gâchette
- 1995 : Paris sous les bombes
- 1995 : NTM Live (maxi 5 titres)
- 1998 : Suprême NTM
- 1998 : 93 Party (maxi 6 titres)
- 2000 : NTM Live... du Monde de demain à Pose ton gun (live)
- 2001 : NTM - Le Clash
- 2007 : Best of
- 2009 : On est encore là : Bercy 2008 (live)
- 2018 :  Sur le drapeau (Sofiane feat. Supreme NTM)

### Avec B.O.S.S.
- 1999 : B.O.S.S. Volume 1
- 2000 : B.O.S.S. Volume 2
- 2004 : B.O.S.S. Opus 3

## Podcasts
- 2020 : Gang Stories, série de podcasts sur les gangsters méconnus du grand public, Deezer[107].

## Théâtre
- 2017 : Éloquence à l'Assemblée de Pierre Grillet et Jérémie Lippmann, mise en scène de Jérémie Lippmann, Théâtre de l'Atelier[108].
- 2019 : Elephant Man de Bernard Pomerance, mis en scène par David Bobée, aux Folies Bergère.
- 2025: Black Label mis en scène par David Bobee.

## Participations
- 1990 : Suprême NTM - Je rappe sur la compilation Rapattitude ;
- 1995 : Raggasonic feat. Suprême NTM - Aiguisé comme une lame sur l'album Raggasonic ;
- 1996 : Bazbaz feat. JoeyStarr - Finger in the nose sur l'album Dubadelik de Camille Bazbaz ;
- 1996 : Expression Direkt feat. JoeyStarr - Plus dure sera la chute sur l'album Weedy et Le T.I.N. présentent Guet-Apens ;
- 1997 : Afro Jazz feat. Suprême NTM - Guerre des nerfs sur l'album Afrocalypse ;
  - Dontcha Feat Mass, JoeyStarr et Lord Kossity - Freestyle sur la quatrième mixtape Dontcha Flex 4 ;
- 1998 : Busta Flex feat. Suprême NTM - Freestyle session sur l'album Busta Flex ;
- 1998 : Lord Kossity feat. Busta Flex, JoeyStarr & Daddy Mory - For My People Crew sur la mixtape Phénoménal ;
- 1998 : Lord Kossity feat. Busta Flex, JoeyStarr, Daddy Mory & Yaniss Odua - Freestyle sur la mixtape Phénoménal ;
- 1999 : La Brigade feat. JoeyStarr - Old School sur l'album Le Testament ;
- 2000 : Disiz feat. JoeyStarr - Les Rumeurs sur l'album Le Poisson rouge ;
- 2001 : JoeyStarr - Urgence sur la BO du film Yamakasi ;
- 2001 : JoeyStarr - Grimpe sur la BO du film Yamakasi ;
- 2001 : JoeyStarr feat. Fatcap - Comme des fous sur la BO du film Yamakasi ;
- 2001 : Futuristiq feat. JoeyStarr - Calibre 32 sur l'album Demain C'est Maintenant ;
- 2002 : Fdy Phenomen feat. JoeyStarr - Hors Programme sur l'album Ça d'vait arriver ;
- 2002 : JoeyStarr - Ou Pa Tan sur la BO du film Le Boulet ;
- 2002 : JoeyStarr - Gaz-L sur la BO du film Astérix et Obélix : Mission Cléopâtre ;
- 2002 : JoeyStarr feat. La Brigade - Old School sur la compile Old School ;
- 2003 : Dadoo feat. JoeyStarr - Lâcher Les Fauves sur l'album France History X ;
- 2003 : Dadoo feat. JoeyStarr - Du son pour les sales gosses ;
- 2004 : JoeyStarr - La vie comme elle vient sur la BO du film RRRrrrr!!! ;
- 2004 : JoeyStarr - Outro sur la BO du film RRRrrrr!!! ;
- 2005 : JoeyStarr - Conscientious sur la compilation Ma Conscience ;
- 2006 : Sniper feat. JoeyStarr - Brûle sur l'album Trait Pour Trait ;
- 2006 : JoeyStarr feat. Vida, Nejo & MarQ (membres de Enhancer) - Seine St Denis style vs. Smells Like Teen Spirit (reprises de Suprême NTM et de Nirvana) dans l'émission Taratata d'octobre 2006 ;
- 2008 : Sefyu feat. JoeyStarr - Seine-Saint-Denis Style nouvelle série sur l'album Suis-je le gardien de mon frère ? ;
- 2009 : Kool Shen feat. JoeyStarr - J'reviens sur l'album Crise de conscience ;
- 2014 : JoeyStarr apparait dans le clip de Lino : 12e lettre ;
- 2014 : JoeyStarr chante pour lutter contre le virus Ebola avec le collectif Band Aid 30, dans la chanson Noël est là[109] ;
- 2014 : JoeyStarr apparait dans le clip de Kaaris 80 Zetrei ;
- 2015 : Blacko feat. Joey Starr - Dépasse tes limites sur l'album Le temps est compté ;
- 2016 : JoeyStarr apparait dans le clip du titre JoeyStarr RMX de Seth Gueko ;
- 2017 : Bigflo et Oli feat. JoeyStarr - Trop tard sur l'album La Vraie Vie.
- 2018 : Joey Starr apparait dans le clip de Gaëlle Garcia Diaz (Martine), Natasha ;
- 2020 : L'Homme de l'Ombre feat. JoeyStarr, Culture.

- 2020 : Dani en duo avec JoeyStarr, « Kesta Kesta »

## Postérité
JoeyStarr a également inspiré quelques artistes qui lui ont consacré un morceau :
- Jonaz - Hey Jo[110]
- Les Vedettes - JoeyStarr[111]
- Uminsky - JoeyStarr
- Le duo Brigitte
- Aketo - Joey Starr feat. DJ Weedim et Sidi Sid
- Seth Gueko - Joey Starr Remix (produit par DJ Weedim)

En 2009, l'artiste contemporain Mathias Kiss lui consacre une plaque sur laquelle on peut lire « Avenue Joey Starr, Auteur-Compositeur Français », sa démarche réside dans la légitimation du chanteur et de son travail loin des polémiques. La plaque étant un symbole de l'institution et de l'état, elle tend à intégrer le rappeur au sein du patrimoine national. Elle est visible au Café La Perle dans le 3e arrondissement de Paris. En 2022, Melvin Boomer incarne le jeune JoeyStarr dans la mini-série Le Monde de demain.

## Distinctions

### Récompenses
- 2009 : Lauréat de l'octave prix du meilleur clip (Fédérations des Télés Locales) avec le clip Les Vedettes[réf. nécessaire]
- Prix Patrick-Dewaere 2012

### Nominations
- Victoires de la musique 2007 : Album de musiques urbaines de l'année pour Gare au Jaguarr[44]
- César 2010 : meilleur acteur dans un second rôle pour Le Bal des actrices[114],[44]
- César 2012 : meilleur acteur dans un second rôle pour Polisse[45]